# MV Agusta 750 S
Die  MV Agusta 750 S, auch MV Agusta 750 Sport, war ein Motorrad des italienischen Fahrzeugbauers MV Agusta, das von 1970 bis 1975 gebaut wurde. Von dieser Modellreihe wurden 583 Exemplare gefertigt.

## Entwicklung
Nachdem das Modell MV Agusta 600 durch die Auslegung als Tourenmaschine und mangelnde Formgebung kein großer Erfolg war, wurde das Nachfolgemodell nach sportlichen Gesichtspunkten überarbeitet. Der auf Basis des Rennmotors entwickelte Vierzylinder erfuhr eine Hubraumerweiterung durch Aufbohren, die Auspuffanlage wurde entsprechend der Zylinderzahl als „4in4“-Anlage angelegt, die Sitzbank geändert, ein Sportlenker angebracht und die Lackierung den „Hausfarben“ der Marke entsprechend gestaltet.

## Technische Daten
Das Kernstück des Motors bildete das sogenannte Bankett, ein Steuer- und Lagerträger, an dem Kurbeltrieb, Zylinder und Zylinderkopf montiert waren. Das Bankett nahm die aus neun Teilen zusammengesetzte Kurbelwelle in sechs Lagerböcken auf, ebenso die Stirnräder im Steuerturm für den Antrieb der Nockenwellen. Nach dem Lösen von zwölf Muttern konnten die auf dem Bankett montierten Einheiten herausgehoben werden. Besonders auffällig waren die feinen Kühlrippen sowie der große Zylinderkopf mit den – wegen des großen Winkels zwischen Ein- und Auslassventilen – weit auseinander liegenden Nockenwellen. Das quer eingebaute Kassettengetriebe wurde vom Motor durch eine verzahnte Kurbelwange angetrieben. Über einen spiralverzahnten Kegelrad-Winkeltrieb war es mit der Kardanwelle zum Hinterrad verbunden. Die Fußschaltung befand sich auf der rechten Seite, der erste Gang lag oben, alle weiteren Gänge wurden nach unten geschaltet. Im Gegensatz zum Vorgängermodell MV Agusta 600 wurden von 1970 bis 1973 Duoduplex-Trommelbremsen an der Teleskopgabel verwendet, ab dem Modelljahr 1974 eine hydraulisch betätigte Zweischeibenbremse von Scarab.

## Modellvarianten
Die Modellvarianten waren in wesentlichen Baugruppen mit der Basisvariante MV Agusta 750 S identisch. 1975 wurde nur das Basismodell nach Deutschland importiert.
- MV Agusta GT (1972–74): Eine leistungsreduzierte Variante (69 PS/51 kW bei 8.450 min−1)[10] mit Tourenlenker und nur in der Farbe weiß-bronze erhältlich. Von diesem Modell wurden insgesamt 33 Exemplare gefertigt.[11]
- MV Agusta Super Sport (1971–75), in Deutschland auch als MV Agusta SS Daytona[12] bezeichnet: Eine leistungsgesteigerte Variante (76 PS/56 kW bei 9.900 min−1, Verdichtung 10,0 : 1) mit Vollverkleidung, ab 1974 mit hydraulischer Zweischeibenbremse (Scarab) an der Teleskopgabel.

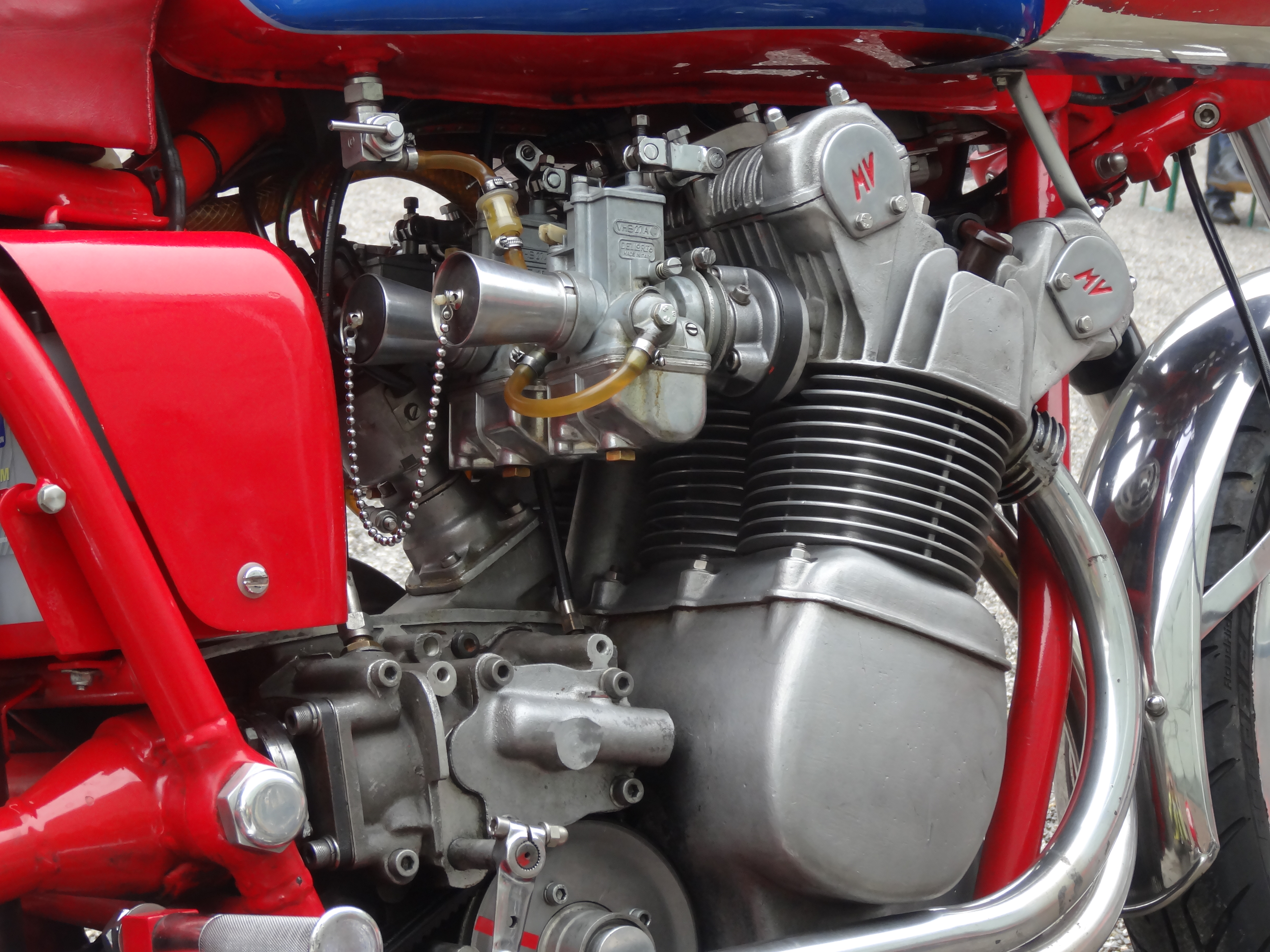
Motor MV Agusta 750 S Modelljahr 1971
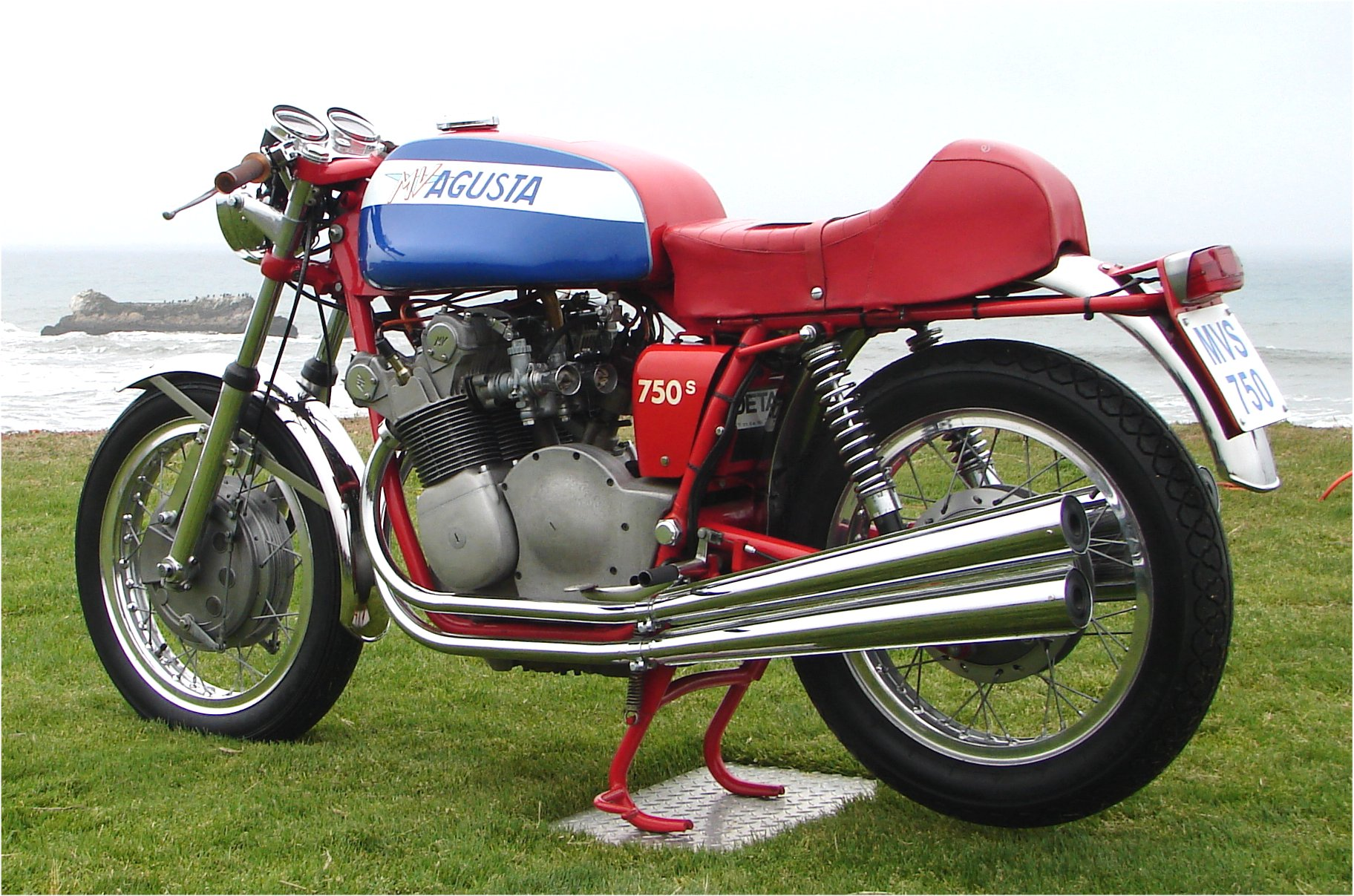
MV Agusta 750 Super Sport (Trommelbremse) Modelljahr 1970–73
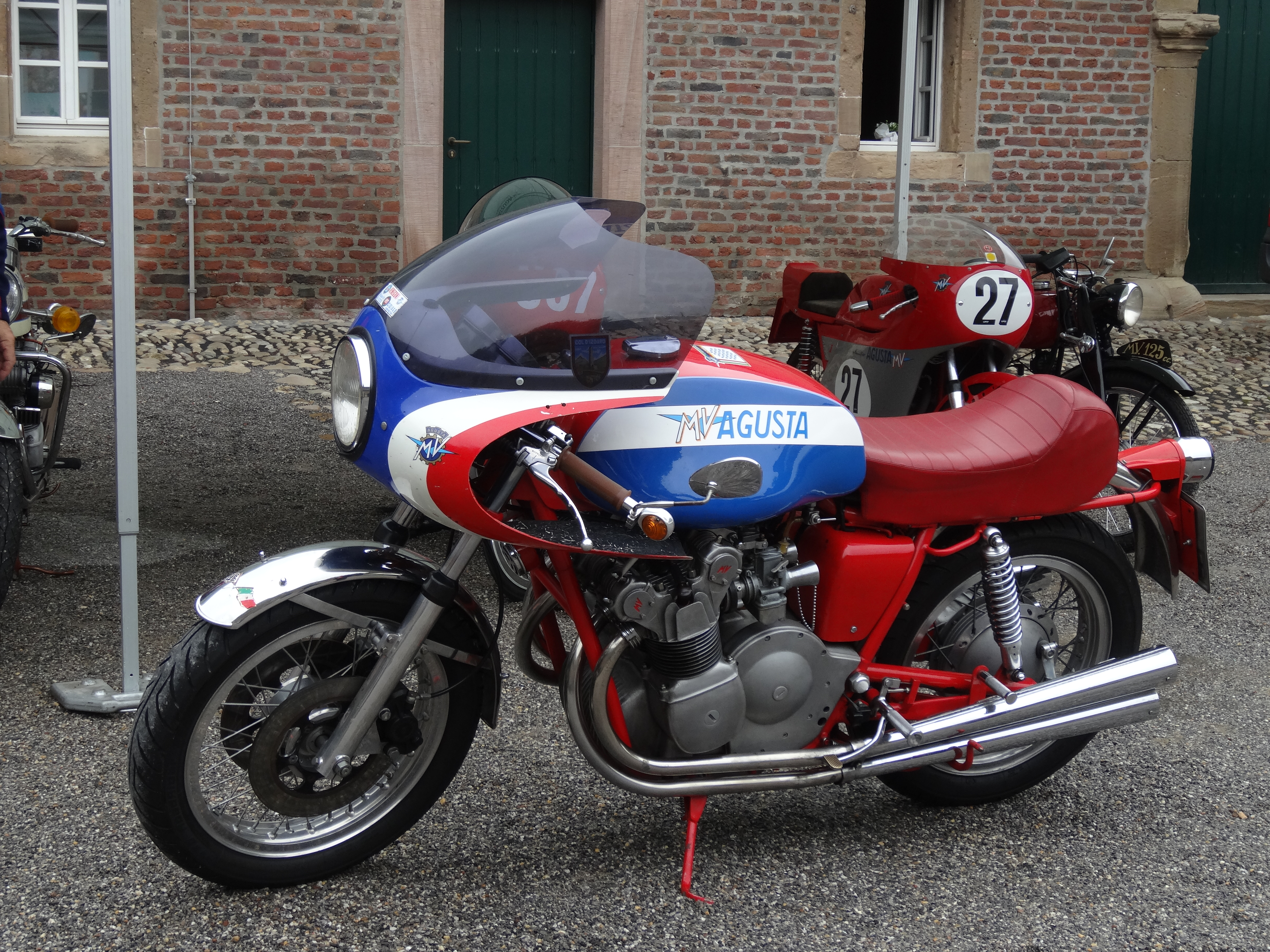
750 Turismo “4C 75” mit doppelter Scheibenbremse vorne und Halbschalenverkleidung Modelljahr 1972–74
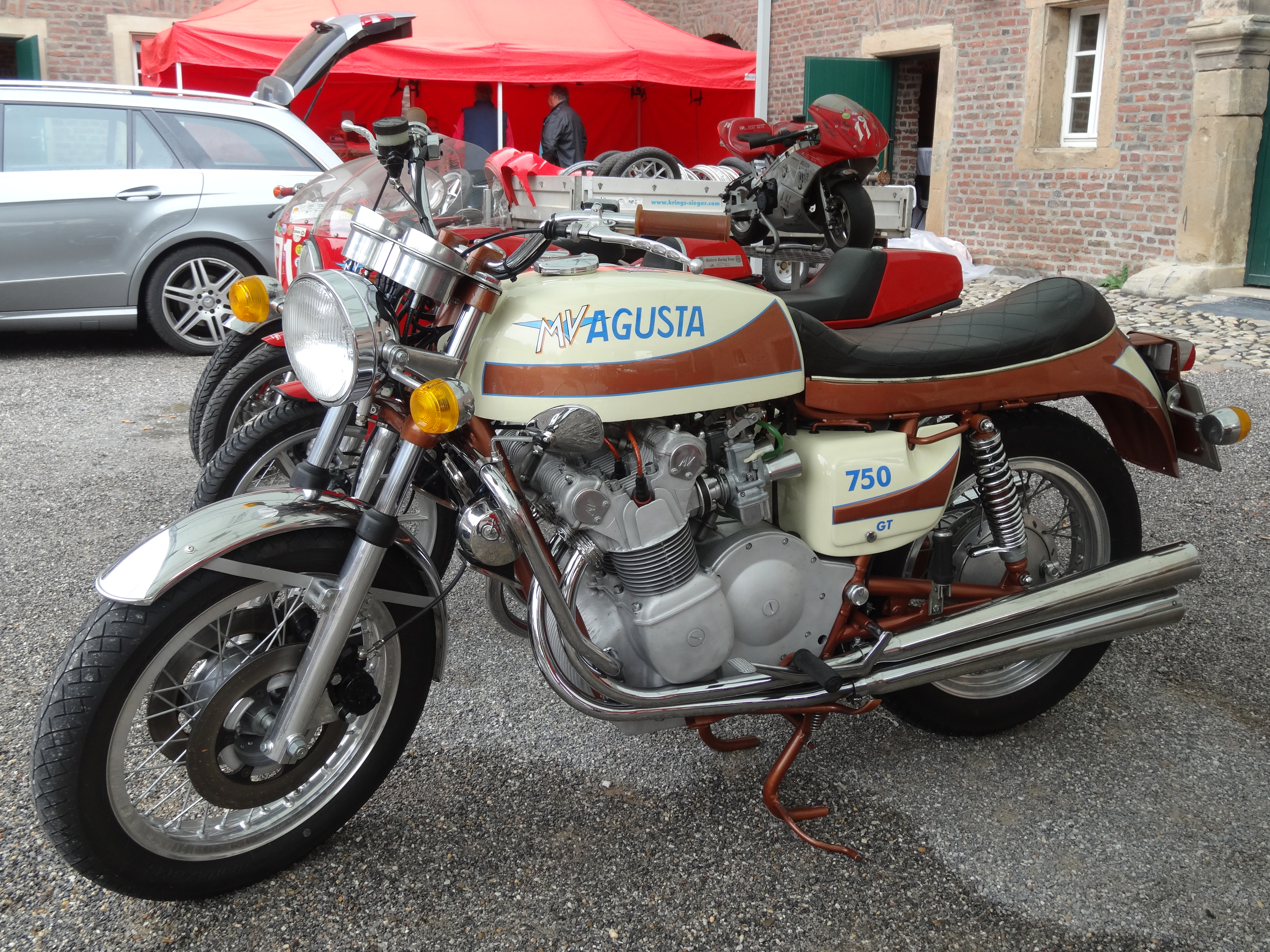
MV Agusta 750 GT nur in der Farbe weiß-bronze Modelljahr 1972–74
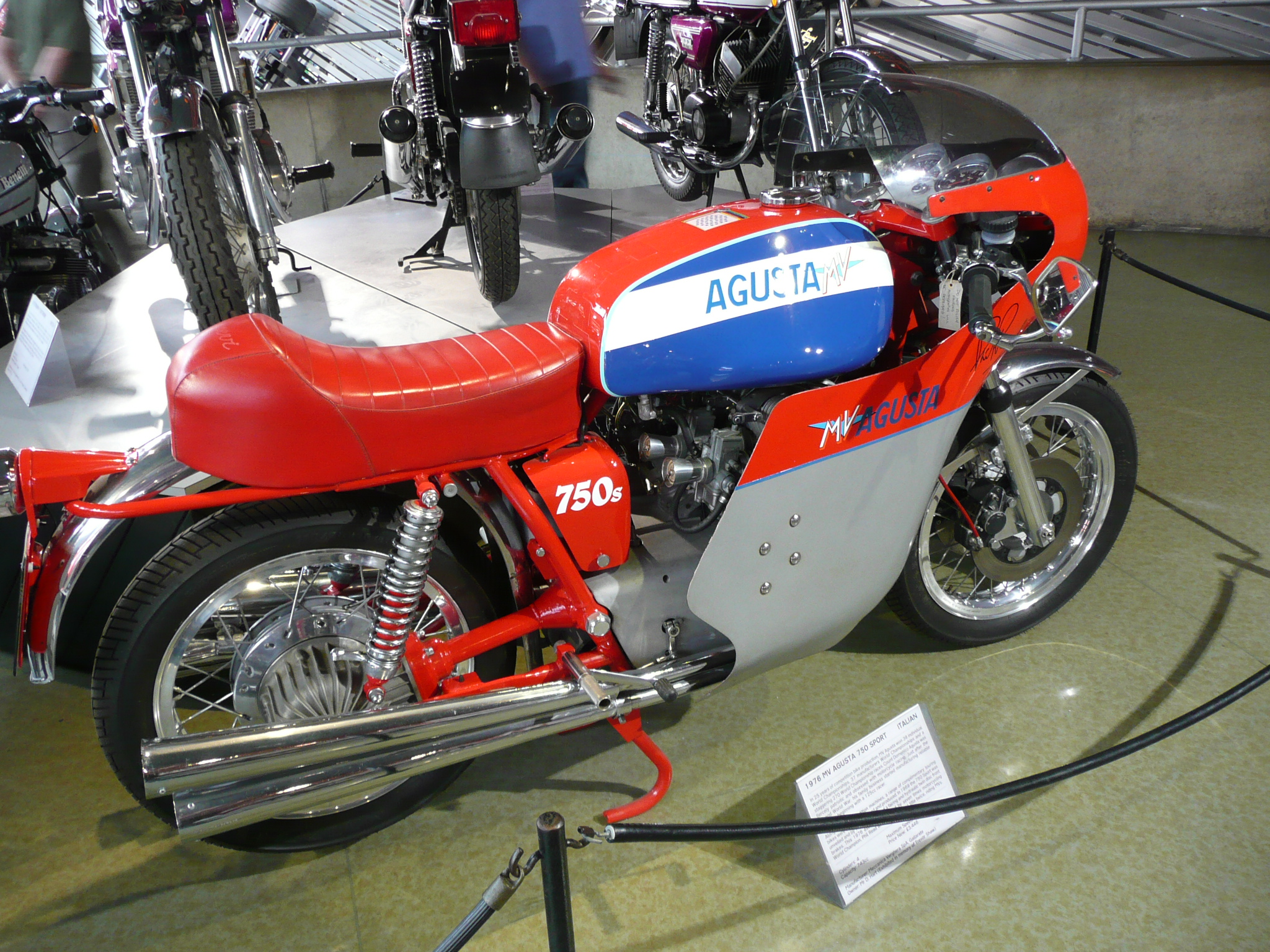
MV Agusta 750 Super Sport mit Vollverkleidung Modelljahr 1974–75
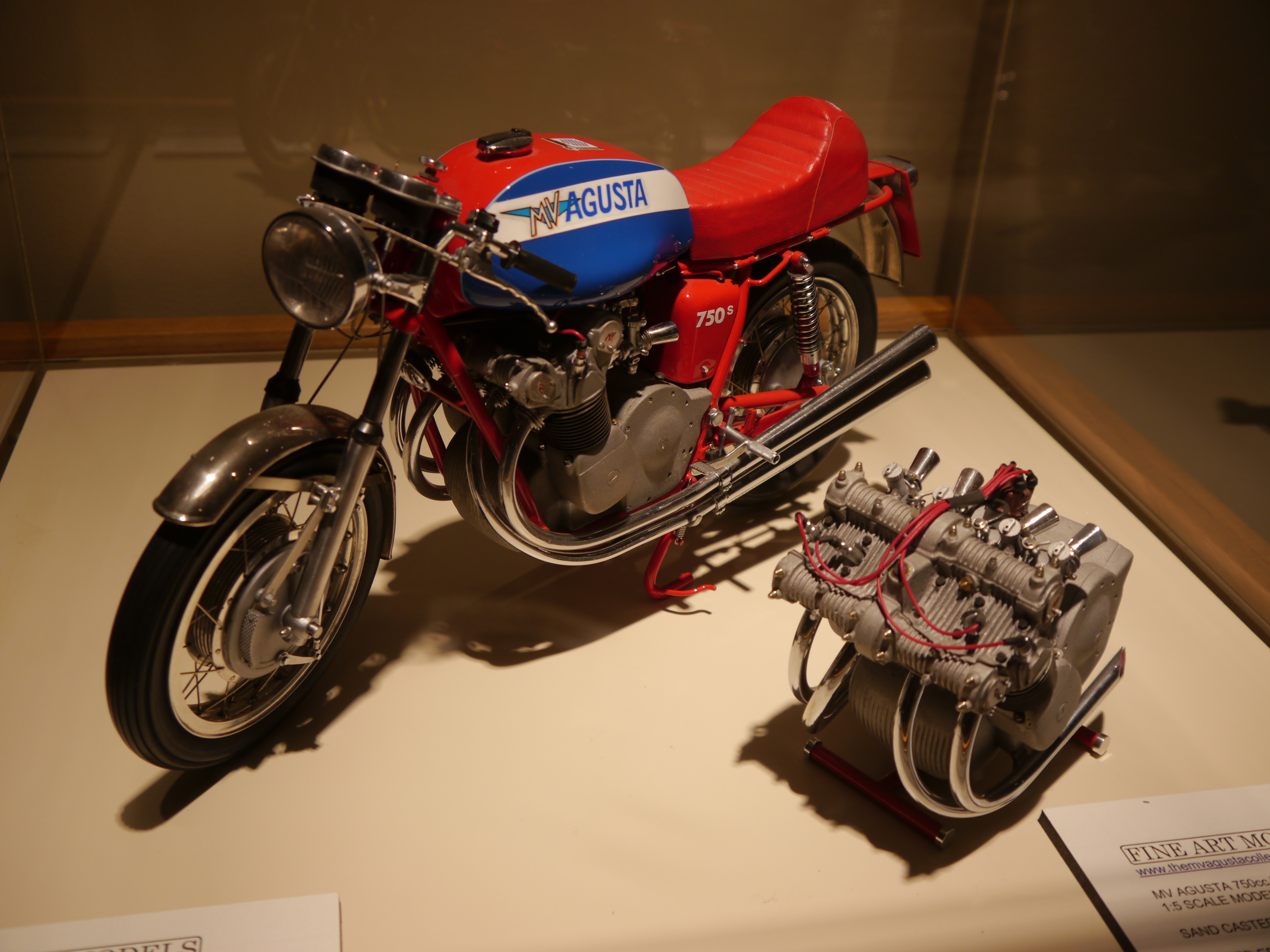
Modell einer MV 750 S im Maßstab 1:5 mit nebenstehendem 4-Zyl.-Reihenmotor

## Exklusivität
Als um 1970 japanische Motorradhersteller auf dem weltweiten Motorradmarkt erschienen, gerieten sowohl englische als auch italienische Motorradhersteller in finanzielle Schwierigkeiten. Die Preise ihrer Modelle waren relativ hoch, 1972 kostete die MV Agusta 750 S zum Beispiel 1.730.000 Lire, das entsprach etwa 9450 DM, wobei das Durchschnittsentgelt eines Angestellten oder Arbeiters zur damaligen Zeit bei monatlich etwa 1360 DM brutto lag. Die gefertigten Stückzahlen der europäischen Produzenten blieben jedoch niedrig (von der 750 S wurden in fünf Jahren insgesamt nur 583 Exemplare hergestellt) und entsprechend wenige Motorräder konnten auf dem heimischen Markt verkauft werden. Zeitgenössische MV Agusta 750 S und Folgemodelle dieser ersten Baureihen erlangten u. a. durch die Rennerfolge von MV Agustas Werksteam Reparto Corse ein hohes Prestige und Exklusivität. Die wenigen Maschinen wurden fast sämtlich mit enormem finanziellen Aufwand restauriert und blieben zumeist in Sammlerhand. Erreicht eine dieser Raritäten den Gebrauchtfahrzeugmarkt, werden heute sehr hohe Preise erzielt.

## Reminiszenz von Magni

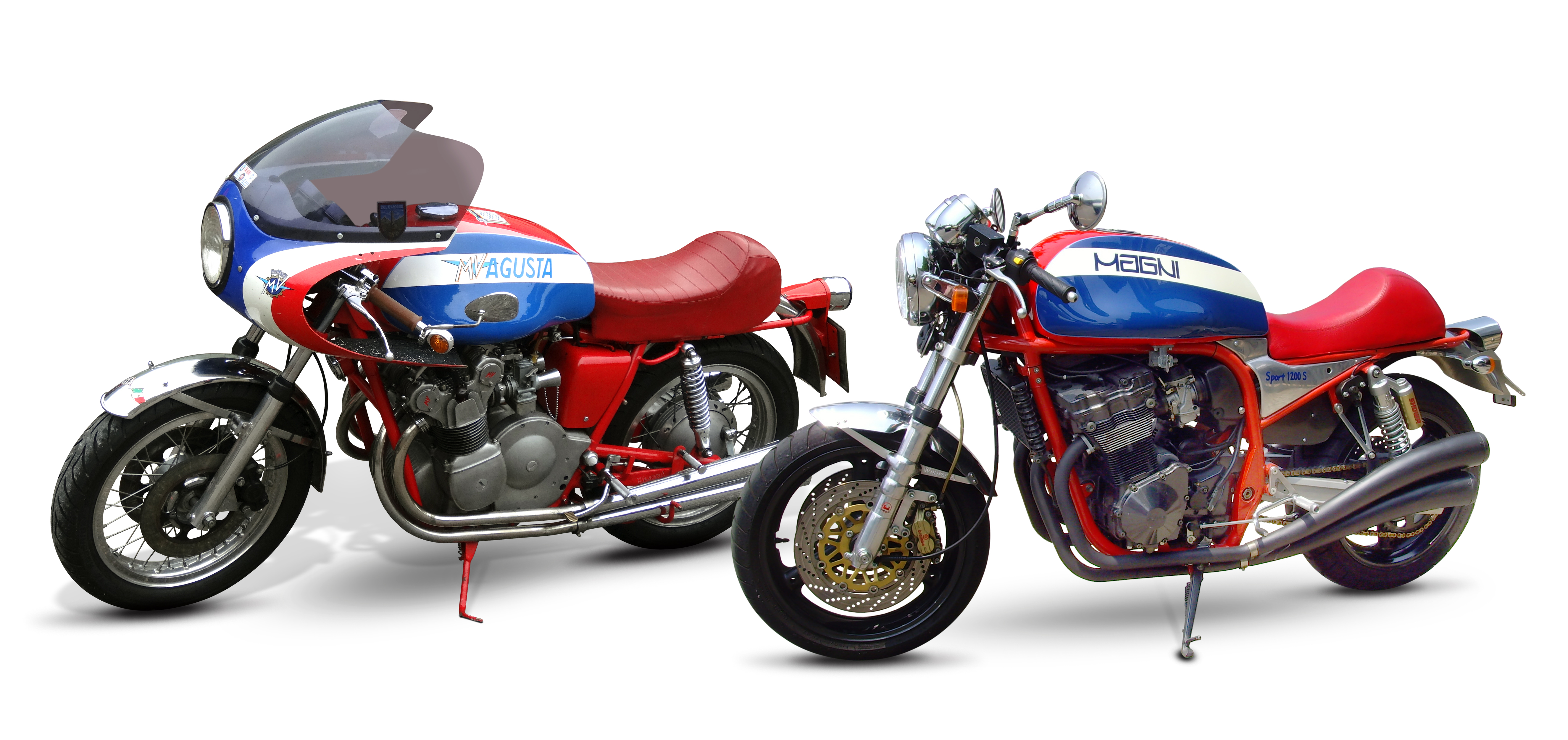
Die MV Agusta 750 S (links) im Vergleich zur Magni 1200 S (rechts)

1999 legte der italienische Kleinserien-Hersteller Magni (dessen Gründer Arturo Magni der ehemalige Cheftechniker und Rennleiter von MV Agustas Reparto Corse war) als Reminiszenz an die 750 S eine limitierte Serie von 10 Maschinen mit dem Modellnamen Magni 1200 S auf. Als Motor verwendete er den Vierzylinder-Reihenmotor der Suzuki GSX 1200. Alle Maschinen dieser Serie wurden sowohl im Aufbau als auch in der Lackierung der „Retro-Optik“ der 750 S der zweiten Serie nachempfunden.
Für die originale MV Agusta 750 S – und auch für die America – bot er in seiner Werkstatt „Elaborazioni Magni“ ab 1977 einen Umbau vom schweren Kardanantrieb auf einen sportlicheren Kettenantrieb an.